# Construit psychologique
 (août 2024).
La mise en forme du texte ne suit pas les recommandations de Wikipédia : il faut le « wikifier ».
Les points d'amélioration suivants sont les cas les plus fréquents :
- Les titres sont pré-formatés par le logiciel. Ils ne sont ni en capitales, ni en gras.
- Le texte ne doit pas être écrit en capitales (les noms de famille non plus), ni en gras, ni en italique, ni en « petit »…
- Le gras n'est utilisé que pour surligner le titre de l'article dans l'introduction, une seule fois.
- L'italique est rarement utilisé : mots en langue étrangère, titres d'œuvres, noms de bateaux, etc.
- Les citations ne sont pas en italique mais en corps de texte normal. Elles sont entourées par des guillemets français : « et ».
- Les listes à puces sont à éviter, des paragraphes rédigés étant largement préférés. Les tableaux sont à réserver à la présentation de données structurées (résultats, etc.).
- Les appels de note de bas de page (petits chiffres en exposant, introduits par l'outil «  Source ») sont à placer entre la fin de phrase et le point final[comme ça].
- Les liens internes (vers d'autres articles de Wikipédia) sont à choisir avec parcimonie. Créez des liens vers des articles approfondissant le sujet. Les termes génériques sans rapport avec le sujet sont à éviter, ainsi que les répétitions de liens vers un même terme.
- Les liens externes sont à placer uniquement dans une section « Liens externes », à la fin de l'article. Ces liens sont à choisir avec parcimonie suivant les règles définies. Si un lien sert de source à l'article, son insertion dans le texte est à faire par les notes de bas de page.
- La présentation des références doit suivre les conventions bibliographiques. Il est recommandé d'utiliser les modèles {{Ouvrage}}, {{Chapitre}}, {{Article}}, {{Lien web}} et/ou {{Bibliographie}}. Le mode d'édition visuel peut mettre en forme automatiquement les références.
- Insérer une infobox (cadre d'informations à droite) n'est pas obligatoire pour parachever la mise en page.

Pour une aide détaillée, merci de consulter Aide:Wikification.
Si vous pensez que ces points ont été résolus, vous pouvez retirer ce bandeau et améliorer la mise en forme d'un autre article.
Un construit psychologique, également appelé construit hypothétique, est un outil conceptuel utilisé pour faciliter la compréhension du comportement humain. Il s'agit d'une étiquette attribuée à un domaine de comportements observables, souvent utilisés dans les sciences du comportement pour regrouper des phénomènes complexes sous un même terme. Par exemple, des construits comme la conscienciosité, l'intelligence, le pouvoir politique, l'estime de soi et la culture de groupe sont couramment employés pour organiser et expliquer des comportements humains variés.

## Nature et Fonction des Construits
Les construits psychologiques sont des constructions mentales dérivées de l'observation de phénomènes naturels. Ils résultent d'un processus où les chercheurs observent des comportements, en infèrent les caractéristiques communes, puis attribuent une étiquette à ces similitudes ou à la cause sous-jacente supposée. Par exemple, si un étudiant est observé en train de se ronger les ongles et de se tortiller avant un examen, cela pourrait être interprété comme un signe d'anxiété. Dans ce cas, l'anxiété est le construit qui sous-tend les comportements observés.
Les construits jouent un rôle central dans les sciences du comportement car ils permettent de résumer et de communiquer des concepts complexes de manière concise. Une fois qu'un construit est défini de manière claire et que les phénomènes qu'il englobe sont bien délimités, il devient un outil conceptuel utile qui facilite la communication entre chercheurs et praticiens. De plus, les construits sont souvent les éléments de base des théories scientifiques en psychologie.

## Perspectives Théoriques
Les construits psychologiques sont vus différemment selon les courants de pensée en psychologie :
Psychologie cognitive : Les psychologues cognitifs considèrent les construits comme des causes hypothétiques de certains comportements. Par exemple, un construit comme l'intelligence serait vu comme une cause sous-jacente à la capacité d'une personne à résoudre des problèmes complexes.
Psychologie comportementale : En revanche, les psychologues comportementalistes perçoivent les construits principalement comme des descripteurs de comportements plutôt que comme des causes. Dans cette optique, un construit comme l'anxiété ne serait pas la cause du comportement de se ronger les ongles, mais simplement une étiquette pour décrire cet ensemble de comportements observés.

## Importance des Construits Psychologiques
Les construits psychologiques sont essentiels pour le développement et l'application des théories en psychologie. Ils permettent de regrouper des observations sous des concepts généraux, facilitant ainsi l'analyse et la compréhension de phénomènes complexes. Par ailleurs, ces construits sont précieux car ils portent une signification partagée entre les chercheurs, ce qui rend possible une communication efficace et cohérente des idées au sein de la communauté scientifique.
Un construit bien articulé et défini peut faire l'objet d'une étude approfondie, devenir un objet de recherche en soi, et contribuer à la validation ou à la réfutation de théories scientifiques. Par exemple, des concepts comme l'intelligence ou l'estime de soi ont donné lieu à des recherches abondantes qui ont affiné notre compréhension de ces construits et de leur impact sur le comportement humain.

## Exemples de Construits Psychologiques
Intelligence : Souvent définie comme la capacité mentale générale impliquant la raison, la planification, la résolution de problèmes, et l'apprentissage.
Estime de soi : Se réfère à l'évaluation qu'une personne fait de sa propre valeur ou de son estime personnelle.
Anxiété : Un construit utilisé pour décrire un état émotionnel caractérisé par une inquiétude, une tension, ou une appréhension face à une situation perçue comme menaçante.
Motivation : Désigne les processus internes qui initient, dirigent et soutiennent les actions dirigées vers un objectif spécifique.

## Limites et Critiques
Les construits psychologiques, bien qu'utile, sont sujets à certaines critiques. La nature abstraite de ces concepts peut entraîner des ambiguïtés dans leur définition et leur utilisation. De plus, la manière dont un construit est mesuré peut varier considérablement d'une étude à une autre, ce qui pose des défis pour la comparabilité des résultats et l'universalité des conclusions tirées. Par ailleurs, certains construits peuvent être influencés par des biais culturels, rendant leur application dans différents contextes culturels plus complexe.